# Kungsådra
Kungsådra, en del av strömfåran i vissa av Sveriges vattendrag (älvar, åar samt strömmar), vilka i äldre tid och fram till 1983, enligt lag inte fick stängas eller överbyggas. Detta var för att fisket eller sjöfarten eller flottningen i vattendraget i fråga inte skulle hindras. Uttrycket kungsådra är tidigast känt genom texten i en konungsdom från den 2 augusti 1442. 
Kungsådran var en inskränkning i strandägarens rätt till vattnet. Gustav Vasa gjorde gällande en regalrättslig uppfattning att kungsådran i vissa fall var kronans fiskevatten, vilket avspeglades bland annat i vissa åtgärder från de kamerala myndigheterna. Denna uppfattning fick betydelse för utvecklingen av kungens fiskeregal.
Det fanns ett allmänt intresse för att kungsådrorna skulle bevaras. Detta framgår bland annat av debatterna i riksdagen på 1600-talet. År 1680 ville man införa kungsådra i alla rikets vattendrag. 1734 års lag fastställde att en tredjedel av vattnet skulle hållas öppet, där kungsådra av ålder varit. År 1766 kom en fiskeristadga, som även föreskrev mindre kungsådra, vilken skulle utgöras av en sjättedel av vattnet i vattendrag även där kungsådra inte funnits tidigare, men i vilka det var av vikt att vattengenomströmningen inte hindrades.
1918 års vattenlag stadgade att kungsådra skulle finnas i vissa uppräknade vattendrag. Dessutom gällde att det i dessa fanns en vattenföring som vid lågvatten var minst fem kubikmeter per sekund. En sjättedel av vattenbredden skulle vara fri från fiskeredskap i de vatten där fiske förekom. 1983 års vattenlag upphävde alla bestämmelser om kungsådra. 
I den nu gällande svenska fiskelagen finns i stället en bestämmelse om fiskådra (17–18 §§), utgörande en sjättedel av vattendragets bredd på djupaste stället, som ska lämnas fritt från fiskeredskap och andra anordningar som förhindrar fiskvandring.